# Interprovincial Championship 2001-02
El Interprovincial Championship de 2001-02 fue la quincuagésima sexta edición del torneo de equipos provinciales de la Isla de Irlanda, es decir tanto de la República de Irlanda como de Irlanda del Norte.
Fue la última edición del torneo debido a que los cuatro elencos irlandeses se incorporaron en la nueva Liga Celta, junto a equipos de Escocia y Gales.
El torneo otorgó tres plazas para la Copa Heineken 2002–03.

## Sistema de disputa
El torneo se disputó en formato de todos contra todos, otorgando 2 puntos por el triunfo, 1 por el empate y 0 por la derrota.
El equipo que obtuvo más puntos al final del campeonato, se corona campeón del torneo.

## Desarrollo
- Tabla de posiciones:[1]

| Pos. | Equipo         | Encuentros | Encuentros | Encuentros | Encuentros | Tantos | Tantos | Tantos | Puntos |
| Pos. | Equipo         | PJ         | PG         | PE         | PP         | F      | C      | Dif    | Puntos |
| ---- | -------------- | ---------- | ---------- | ---------- | ---------- | ------ | ------ | ------ | ------ |
| 1.º  | Leinster Rugby | 3          | 2          | 1          | 0          | 86     | 35     | +51    | 5      |
| 2.º  | Ulster Rugby   | 3          | 2          | 0          | 1          | 50     | 66     | -16    | 4      |
| 3.º  | Munster Rugby  | 3          | 1          | 1          | 1          | 64     | 48     | +16    | 3      |
| 4.º  | Connacht Rugby | 3          | 0          | 0          | 3          | 56     | 107    | -51    | 0      |

|  | Campeón. |

### Resultados
| 28 de agosto de 2001 | Munster | 40 - 19 | Connacht |  |  |

| 31 de agosto de 2001 | Leinster | 31 - 9 | Ulster |  |  |

| 19 de abril de 2002 | Connacht | 17 - 18 | Ulster |  |  |

| 19 de abril de 2002 | Munster | 6 - 6 | Leinster |  |  |

| 8 de mayo de 2002 | Connacht | 20 - 49 | Leinster |  |  |

| 10 de mayo de 2002 | Ulster | 23 - 18 | Munster |  |  |

| Bandera de Irlanda      |
| Campeón Leinster        |
| Vigésimo segundo título |